# Desa Pasirputih (administrativ by i Indonesien, Nusa Tenggara Timur, lat -8,53, long 123,27)
Desa Pasirputih är en administrativ by i Indonesien.   Den ligger i provinsen Nusa Tenggara Timur, i den sydöstra delen av landet, 1 800 km öster om huvudstaden Jakarta. Desa Pasirputih ligger på ön Pulau-pulau Solor.